# Королевский поход (1837)
Королевский поход (исп. Expedición Real), также известный как поход дона Карлоса — военная операция на позднем этапе Первой карлистской войны, предпринятая карлистскими повстанцами в 1837 году. Поход ознаменовал собой высшую точку развития карлистского движения и закончился унизительным поражением, заложив основу для окончания войны в 1839 году.
15 мая 1837 года карлисты начали из своей столицы в Эстелья-Лисарра так называемый Королевский поход: наступление на Мадрид. 16 пехотных батальонов и 4 кавалерийских эскадрона вышли в направлении Верхнего Арагона с намерением двигаться дальше в Каталонию.

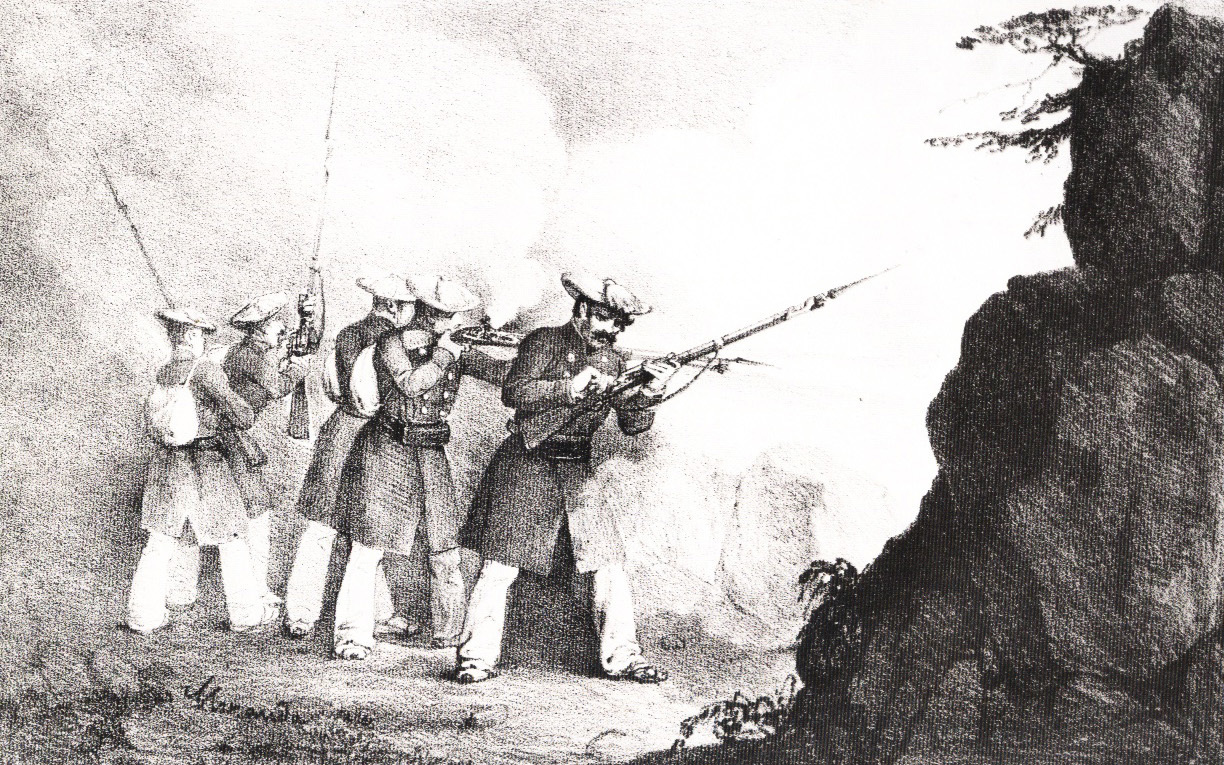
Карлистская наваррская пехота.

В основе похода были несколько причин, как дипломатических, так и экономических: истощение людских и материальных ресурсов в баскско-наваррском регионе, базе карлистов, отказ в финансовой поддержке со стороны Австрии, отказ «северных держав» Европы в признании дона Карлоса королём без установления контроля над столицей Испании. Также дон Карлос рассчитывал, появившись в Мадриде, добиться соглашения с регентом Марией Кристиной. Повстанцы были уверены в возможном успехе рейда на Мадрид из-за недавней победы при Агирре, проблемах в рядах правительственных войск, ослабленных годичными мятежами, неудачей антиклерикальной политики правительства, вызвавшей недовольство населения.
С самого начала поход был плохо подготовлен: не хватало артиллерии, солдаты плохо снабжались или не снабжались совсем продовольствием и другими припасами, что заставляло их грабить местное население, обременял ресурсы и продвижение многочисленный «королевский двор». Несмотря на это превосходное знание местности оказалось главным преимуществом повстанцев. Карлисты вводили в заблуждение генералов королевы ложными сведениями, беспокоили правительственные войска постоянными маршами и контрмаршами, а затем разбивали их.
Сначала дон Карлос хотел пройти через другие регионы, которые, по его мнению, были более верны его делу: Арагон, Каталонию и Валенсию, чтобы заставить их восстать в его пользу и, таким образом, получить больше поддержки, ресурсов и войск, чтобы обеспечить триумфальное вступление в Мадрид. Войдя в Арагон, 24 мая в сражении при Уэске карлисты разбили 12-тысячную армию генерал Мигеля Ирибаррена. Через три дня повстанцы без боя взяли Барбастро. 2 июня «кристинос» попытались отбить Барбастро, но карлисты нанесли поражение равной по численности армии из 12 400 пехотинцев и 1400 кавалеристов генерала Марселино Ораа. 14 июня повстанцы вошли в город Сольсона.
Изолированные и плохо дисциплинированные отряды местных карлистов не могли предоставить для похода много войск, поэтому дон Карлос и командование признали, что цели, которые они планировали достичь в Каталонии, недостижимы, и повернули на юг. 29 июня карлисты пересекли Эбро и, соединившись с силами Рамона Кабреры, местный руководитель движения, в Серте, увеличили свою армию до 22 000. Затем двинулись на юг, в сторону Валенсии. Преследуемые правительственными войсками 15 июля они потерпели первое поражение в сражении при Чиве, где большая часть сил карлистов была почти разбита меньшими силами «кристинос» генерала Марселино Ораа. Это вынудило поход повернуть на север, и 24 августа повстанцы сумели победить правительственные войска в битве при Вильяр-де-лос-Наваррос, захватив крайне необходимые припасы. Затем, снова повернув на юг, они достигли Куэнки и оттуда двинулись на запад, в сторону Мадрида.
В это же время, когда шёл королевский поход, карлисты под руководством Хуана Антонио де Саратьеги предприняли еще один рейд из Наварры. Они так быстро продвигались по территории, плохо защищаемой правительственными войсками, что в начале августа захватили Сеговию. Это вызвало панику в столице, и в ответ 6 августа правительство объявило Мадрид на осадном положении.
10 сентября карлисты достигли стен Мадрида, цели своего похода, но не предпринимали никаких попыток занять столицу, которая оставалась беззащитной в течение двух дней. Прибытие Северной армии генерала Эспартеро, вошедшей в Мадрид 13 сентября, и демонстрация ею силы заставила авангард карлистов отступить.

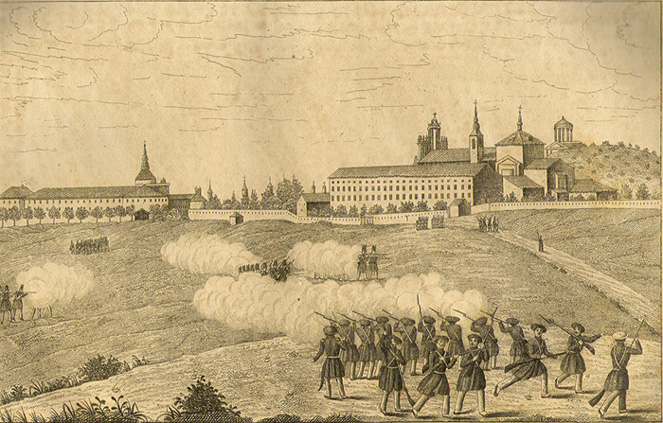
Карлисты у стен Мадрида.

Повстанцы отступили к Алькала-де-Энарес, а затем еще дальше на север, что возмутило часть их солдат. Отступление сильно подстегнуло боевой дух «кристинос», и при отступлении карлисты потерпели ряд поражений, потеряв весь импульс, набранный за предыдущие месяцы. Они теряли все больше оружия и живой силы из-за дезертирства. Среди руководителей похода начались раздоры.
Северная армия стала преследовать отступающих карлистов. Генерал Эспартеро, чтобы лишить помощи повстанцам со стороны населения, угрожал последним смертной казнью. Жители деревень на пути карлистов боялись преследующих «кристинос» больше, чем убегающих повстанцев, и поэтому отказывались делаться с ними едой и другими припасами. Таким образом, карлисты были вынуждены грабить и воровать.
4 октября правительственные войска, использовав последние резервы, выиграли сражение при Ретуэрте и оттеснили карлистов на другой берег Эбро. 26 октября дон Карлос вошел на территорию карлистов с 5000 солдатами, тем самым обозначив конец Королевского похода.
Поход показал, что карлисты были слишком слабы, чтобы решительно проводить военные операции в глубине территории «кристинос», и были эффективны только в районах, которые уже находились под их сильным контролем. Их неспособность взять столицу привела к значительному сокращению международной поддержки и началу заката движения, хотя война продолжилась ещё два года.